# Swiftia studeri
Swiftia studeri är en korallart som först beskrevs av Nutting 1910.  Swiftia studeri ingår i släktet Swiftia och familjen Plexauridae. Inga underarter finns listade i Catalogue of Life.